# Práticas sexuais taoistas

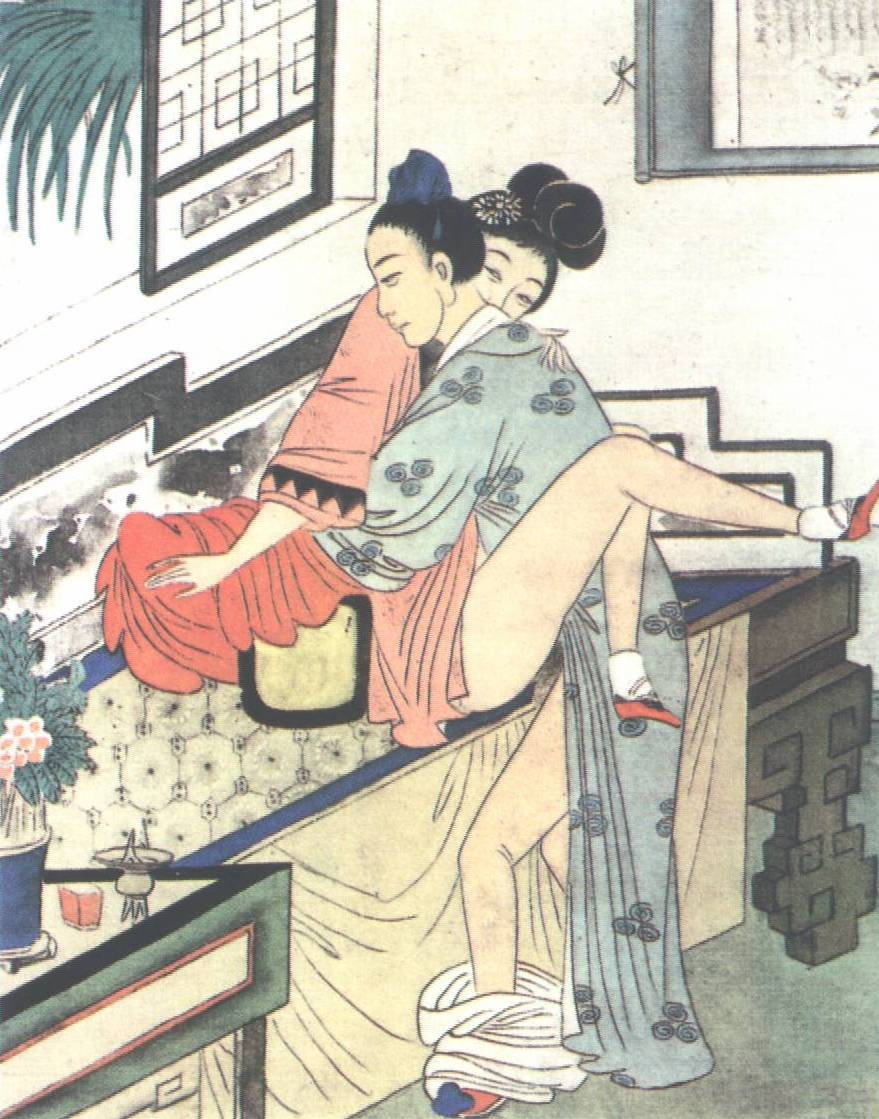
Uma impressão chinesa representando "A união das essências", baseada em arte da dinastia Tang

As práticas sexuais taoistas (chinês tradicional: 房中術; chinês simplificado: 房中术; pinyin: fángzhōngshù; lit. 'artes do quarto') são as formas pelas quais os taoistas podem praticar a atividade sexual. Essas práticas também são conhecidas como "união de energia" ou "união das essências". Os praticantes acreditam que, ao realizar essas artes sexuais, pode-se manter uma boa saúde e alcançar longevidade ou avanço espiritual.

## História
Algumas seitas taoistas durante a dinastia Han praticavam relações sexuais como uma prática espiritual, chamada héqì (合氣, lit. "juntar energia").[carece de fontes?]  Os primeiros textos sexuais que sobrevivem hoje são aqueles encontrados em Mawangdui.[carece de fontes?] Embora o taoismo ainda não tivesse evoluído completamente como filosofia nessa época, esses textos compartilhavam algumas semelhanças notáveis com textos posteriores da dinastia Tang, como o Ishinpō (醫心方). As artes sexuais provavelmente atingiram seu clímax entre o fim da dinastia Han e o fim da dinastia Tang.[carece de fontes?]
Depois de 1.000 E.C., as atitudes confucianas restritivas em relação à sexualidade tornaram-se mais fortes, de modo que, no início da dinastia Qing em 1644, o sexo era um tabu na vida pública.[carece de fontes?] Esses confucionistas alegaram que a separação de gêneros na maioria das atividades sociais existia há 2.000 anos e suprimiu as artes sexuais. Por causa do tabu em torno do sexo, houve muita censura na literatura durante o período Qing, e as artes sexuais desapareceram da vida pública. Como resultado, alguns dos textos sobreviveram apenas no Japão, e a maioria dos estudiosos não tinha ideia de que um conceito tão diferente de sexo existia no início da China.

## Práticas antigas e medievais

### Qi(força vital) ejing(essência)
A base de todo pensamento taoíita é que qi (氣) é parte de tudo que existe. Qi está relacionado a outra substância energética contida no corpo humano conhecida como jing (精), e uma vez que tudo isso foi gasto, o corpo morre. Jing pode ser perdido de várias maneiras, mas principalmente pela perda de fluidos corporais. Os taoistas podem usar práticas para estimular/aumentar e conservar seus fluidos corporais em grandes extensões. O fluido que contém mais jing é o sêmen. Portanto, os taoistas acreditam em diminuir a frequência ou evitar totalmente a ejaculação para conservar a essência da vida.

### Controle masculino da ejaculação
Muitos praticantes taoistas vinculam a perda de fluidos ejaculatórios à perda de força vital: onde a perda excessiva de fluidos resulta em envelhecimento prematuro, doenças e fadiga geral. Enquanto alguns taoistas afirmam que nunca se deve ejacular, outros fornecem uma fórmula específica para determinar o número máximo de ejaculações regulares para manter a saúde.
A ideia geral é limitar a perda de fluidos tanto quanto possível ao nível de sua prática desejada. Como essas práticas sexuais foram transmitidas ao longo dos séculos, alguns praticantes deram menos importância à limitação da ejaculação. Esta variedade foi descrita como "... enquanto alguns declaram que a não ejaculação é prejudicial, outros condenam a ejaculação muito rápida com muita pressa." No entanto, a "retenção do sêmen" é um dos princípios fundamentais da sexualidade prática taoista.
Existem diferentes métodos para controlar a ejaculação prescritos pelos taoistas. Para evitar a ejaculação, o homem pode fazer uma de várias coisas. Ele poderia retirar imediatamente antes do orgasmo, um método também denominado mais recentemente como "coitus conservatus". Um segundo método envolvia o homem aplicando pressão no períneo, retendo assim o esperma. Embora, se feito incorretamente, isso possa causar ejaculação retrógrada, os taoistas acreditavam que o jing viajava até a cabeça e "nutria o cérebro". Acreditava-se que a cunilíngua era ideal ao prevenir a perda de sêmen e líquidos vaginais.

### Controle da prática
Outro conceito importante da "união das essências" era que a união de um homem e uma mulher resultaria na criação de jing, um tipo de energia sexual. Quando no ato de fazer amor, o jing se forma e, o homem pode transformar parte desse jing em qi e reabastecer sua força vital. Fazendo o máximo de sexo possível, os homens tinham a oportunidade de transformar cada vez mais jing e, como resultado, veriam muitos benefícios para a saúde.

### Yineyang
O conceito de yin e yang é importante no taoismo e, consequentemente, também tem uma importância especial no sexo. Yang geralmente se refere ao sexo masculino, enquanto yin pode se referir ao sexo feminino. Homem e mulher eram o equivalente do céu e da terra, mas se desconectaram. Portanto, enquanto o céu e a terra são eternos, o homem e a mulher sofrem uma morte prematura. Cada interação entre yin e yang tinha significado. Por causa desse significado, todas as posições e ações no ato de fazer amor tinham importância. Os textos taoistas descreviam um grande número de posições sexuais especiais que serviam para curar ou prevenir doenças, semelhantes ao Kama Sutra.
Havia a noção de que os homens liberavam yang durante o orgasmo, enquanto as mulheres liberavam yin durante o delas. Cada orgasmo do(a) usuário(a) nutriria a energia do parceiro.

### Mulheres
Para os taoistas, o sexo não era apenas para agradar um homem. A mulher também precisava ser estimulada e agradada para se beneficiar do ato sexual. Jolan Chang, no início da história chinesa, as mulheres desempenharam um papel significativo no Tao (道) do amor, e que a degeneração em papéis subordinados ocorreu muito mais tarde na história chinesa.. As mulheres também ocupavam um lugar de destaque no Ishinpō, sendo a tutora uma mulher. Uma das razões pelas quais as mulheres tinham tanta força no ato sexual era que elas saíam intactas do ato. A mulher tinha o poder de gerar vida e não precisava se preocupar com ejaculação ou período refratário. Para citar Laozi do Tao Te Ching: "O Espírito do Vale é inesgotável ... Desenhe-o como quiser, ele nunca seca."
As mulheres também ajudaram os homens a prolongar suas vidas. Muitos dos textos antigos foram explicações dedicadas de como um homem poderia usar o sexo para prolongar sua própria vida, mas sua vida foi estendida apenas através da absorção das energias vitais da mulher (jing e qi). Alguns taoistas passaram a chamar o ato sexual de "a batalha de roubar e fortalecer". Esses métodos sexuais podem ser correlacionados com os métodos militares taoistas. Em vez de invadir os portões, a batalha seria uma série de fintas e manobras que enfraqueceriam a resistência do inimigo. Fang descreveu esta batalha como "o ideal era que um homem "derrotasse" o "inimigo" na "batalha" sexual, mantendo-se sob controle total para não emitir sêmen, enquanto ao mesmo tempo excitava a mulher até que ela alcançasse o orgasmo e derramasse sua essência Yin, que seria então absorvida pelo homem."
Jolan Chang aponta que foi depois da dinastia Tang (618 – 906 E.C.) que "o Tao do amor" foi "constantemente corrompido" e que foram essas corrupções posteriores que refletiram imagens de batalha e elementos de uma mentalidade de "vampiro".  Outras pesquisas sobre o taoismo primitivo encontraram atitudes mais harmoniosas de comunhão yin e yang.

### Múltiplo(a)s parceiro(a)s
Essa prática não se limitava ao masculino contra o feminino, pois era possível às mulheres fazer o mesmo com o yang masculino. A divindade conhecida como Rainha mãe do oeste foi descrita como não tendo marido. Em vez disso, tinha relações sexuais com jovens virgens para nutrir seu elemento feminino.

### Idade do(a)s parceiro(a)s
Algumas  seitas taoistas da dinastia Ming acreditavam que uma maneira de os homens alcançarem a longevidade ou "em direção à imortalidade" era ter relações sexuais com virgens, especialmente virgens jovens. Livros sexuais taoistas de Liangpi e Sanfeng chamam a parceira de ding (鼎) e recomendam sexo com virgens antes da menarca.
Liangpi conclui que a ding ideal é uma virgem pré-menarca com pouco menos de 14 anos de idade e mulheres com mais de 18 anos devem ser evitadas. Sanfeng foi além e dividiu os parceiros sexuais em três categorias de importância decrescente: virgens pré-menarcas de 14 a 16 anos, virgens menstruadas de 16 a 20 anos e mulheres de 21 a 25 anos.
De acordo com Ge Hong, um alquimista taoista do século IV, "aqueles que buscam a "imortalidade" devem aperfeiçoar os fundamentos absolutos. Estes consistem em valorizar o jing, circular o qi e consumir o grande remédio". As artes sexuais diziam respeito ao primeiro preceito, valorizando o jing. Isso ocorre em parte porque valorizar o jing envolvia enviá-lo para o cérebro. A fim de enviar o jing para o cérebro, o macho deve abster-se de ejacular durante o sexo. De acordo com alguns taoistas, se isso fosse feito, o jing subiria pela espinha e nutriria o cérebro em vez de deixar o corpo. Ge Hong também afirma, no entanto, que é tolice acreditar que apenas ao realizar as artes sexuais se pode alcançar a imortalidade e alguns dos antigos mitos sobre artes sexuais foram mal interpretados e exagerados. De fato, as artes sexuais tiveram que ser praticadas juntamente com a alquimia para alcançar a longevidade. Ge Hong também alertou que poderia ser perigoso se praticado incorretamente.

### Textos contemporâneos
- David Deida. The superior lover (em inglês).  2001.
- Chang, Jolan. The Tao of love and sex (em inglês). Plume, 1977.
- Chang, Stephen T.. The Tao of sexology: The book of infinite wisdom (em inglês). Tao longevity LLC, 1986.
- Chia, Mantak e Maneewan. Healing love through the Tao: Cultivating female sexual energy (em inglês). Healing Tao, 1986.
- Chia, Mantak e Michael Winn. Taoist secrets of love: Cultivating male sexual energy (em inglês). Aurora, 1984.
- Chia, Mantak e Douglas Abrams Arava. The multi-orgasmic man (em inglês). HarperCollins, 1996.
- Chia, Mantak e Maneewan. The multi-orgasmic couple (em inglês). HarperOne, 2002.
- Chia, Mantak e Rachel Carlton Abrams. The multi-orgasmic woman (em inglês). Rodale, 2005.
- Frantzis, Bruce. Taoist sexual meditation (em inglês). North atlantic books, 2012.
- Holden, Lee e Rachel Carlton Abrams. Taoist sexual secrets: Harness your qi energy for ecstasy, vitality, and transformation - Audio CD set (em inglês). Sounds true, 2010.
- Hsi Lai. The sexual teachings of the White Tigress: Secrets of the female taoist masters (em inglês).  Destiny books, 2001.
- Needham, Joseph. Science and civilization in China, 5:2 (em inglês). Cambridge: Cambridge university, 1983.
- Reid, Daniel P. The Tao of health, sex & longevity (em inglês). Simon & Schuster, 1989.
- Robinet, Isabelle. Taoism: Growth of a religion (em inglês) Stanford: Stanford university press, 1997 (original francês 1992). ISBN 0-8047-2839-9
- Van Gulik, Robert. The sexual life of ancient China: A preliminary survey of chinese sex and society from ca. 1500 B.C. till 1644 A.D. (em inglês) Leiden: Brill, 1961.
- Ruan Fangfu. Sex in China: Studies in sexology in chinese culture (em inglês). Plenum press, 1991.
- Wik, Mieke e Stephan. Beyond Tantra: Healing through taoist sacred sex (em inglês). Findhorn press, 2005.
- Wile, Douglas. The art of the bedchamber: The chinese sexual yoga classics including women's solo meditation texts (em inglês). Albany: State university of New York, 1992.
- Zettnersan, Chian. Taoist bedroom secrets (em inglês). Twin Lakes, WI: Lotus press, 2002.

### Textos clássicos
- Su Nü Jing
- Health benefits of the bedchamber
- Ishinpō (醫心方)
- "Priceless recipe" por Sun S'su-Mo (Tang)
- "Hsiu Chen Yen I" por Wu Hsien (Han)